# Stammliste des Hauses Hessen
Stammliste des Hauses Hessen mit den in der Wikipedia vertretenen Personen und wichtigen Zwischengliedern.

Stammwappen des Hauses Hessen

## Haus Hessen
1. Heinrich I. (Hessen) (1244–1308), gen. Kind von Brabant, ab 1263 Landgraf von Hessen ⚭ (I) Adelheid von Braunschweig († 1274), Tochter von Herzog Otto I. (Braunschweig) (1204–1252); ⚭ (II) Mechthild von Kleve († 1309), Tochter von Dietrich V./VII. (Kleve) (1226–1275)
  1. (I) Sophia (1264–1331) ⚭ Graf Otto I. (Waldeck) († 1305)
  2. (I) Heinrich der Jüngere (Hessen) (1265–1298), gen. der Jüngere ⚭ Agnes von Bayern (1276–1340), Tochter von Ludwig der Strenge (1229–1294), Herzog von Bayern
    1. Agnes von Hessen († 1332) ⚭ Graf Gerlach I. (Nassau) (um 1285–1361)

  3. (I) Mechthild (1267–1332) ⚭ (I) Graf Gottfried VI. (Ziegenhain) (1262–1304)); ⚭ (II) Philipp III. (Falkenstein) (1257–1322)
  4. (I) Adelheid (1268–1317) ⚭ Graf Berthold VII. von Henneberg (1272–1340)
  5. (I) Elisabeth (1269–1293), gen. die Ältere ⚭ Graf Johann I. von Sayn-Sponheim
  6. (I) (Sohn) (um 1270–um 1274)
  7. (I) Otto I. (Hessen) (um 1272–1328), 1308–1328 Landgraf von Oberhessen, 1311–1328 Landgraf von Hessen ⚭ Adelheid von Ravensberg († nach 1338), Tochter von Graf Otto III. (Ravensberg) (um 1246–1306)
    1. Heinrich II. (Hessen) (vor 1302–1376), gen. der Eiserne, Landgraf von Hessen ⚭ Elisabeth von Thüringen (1306–1367), Tochter von Markgraf Friedrich I. (Meißen) (1257–1323)
      1. Otto der Schütz (vor 1322–1366) ⚭ Elisabeth von Kleve († 1382), Tochter von Dietrich VII./IX. (Kleve) (1291–1347)
      2. Judith († als Kind)
      3. Adelheid von Hessen (1324–1371) ⚭ König Kasimir III. (Polen) (1310–1370)
      4. Elisabeth († 1390) ⚭ Herzog Ernst I. (Braunschweig-Göttingen) (um 1305–1367)
      5. Margaretha († 1353), Nonne im Kloster Haydau

    2. Otto (Magdeburg) (1301–1361), Erzbischof von Magdeburg
    3. Ludwig der Junker (1305–1345), Herr von Grebenstein
      1. Otto von Hessen († 1357), Domherr zu Halberstadt und Magdeburg
      2. Hermann II. (Hessen) (1341–1413), gen. der Gelehrte, Landgraf von Hessen
        1. Ludwig I. (Hessen) (1402–1458) ⚭ Anna von Sachsen (1420–1462), Tochter von Friedrich I. (Sachsen) (1370–1428)
          1. Ludwig II. (Hessen) (1438–1471), Landgraf von Hessen-Kassel ⚭ Mechthild von Württemberg-Urach (nach 1436–1495), Tochter von Graf Ludwig I. (Württemberg-Urach) (vor 1412–1450)
            1. Wilhelm I. (Hessen) (1466–1515), Landgraf von Hessen-Kassel ⚭ Anna von Braunschweig (1460–1520), Tochter von Wilhelm II. (Braunschweig-Calenberg-Göttingen) (1425–1503)
              1. Mathilde (1489–1493)
              2. Mechthild von Hessen (1490–1558) ⚭ Graf Konrad von Tecklenburg-Schwerin (1501–1557)
              3. Anna (1491–1513), Nonne im Kloster Ahnaberg bei Kassel
              4. Katharina von Hessen (1495–1525), ⚭ Graf Adam von Beichlingen
              5. Elisabeth von Hessen (1503–1563) ⚭ (I) Pfalzgraf Ludwig II. (Pfalz-Zweibrücken) (1502–1532); ⚭ (II) Pfalzgraf Georg (Pfalz-Simmern) (1518–1569)

            2. Wilhelm II. (Hessen) (1469–1509), Landgraf von Hessen-Kassel ⚭ (I) Jolanthe (Yolande) von Vaudémont († 1500), Tochter von Graf Friedrich II. von Vaudémont (1428–1470); ⚭ (II) 1500 Anna von Mecklenburg (1485–1525), Tochter von Herzog Magnus II. (Mecklenburg) (1441–1503)
              1. Wilhelm (1500–1500)
              2. Elisabeth von Hessen (1502–1557), gen. von Rochlitz ⚭ Erbprinz Johann von Sachsen (1498–1537)
              3. Magdalena (1503–1504)
              4. Philipp I. (Hessen) (1504–1567), gen. der Großmütige, Landgraf von Hessen ⚭ (I) Christine von Sachsen (1505–1549), Tochter des Herzogs Georg der Bärtige (1471–1539); ⚭ (II) (bigamistisch) Margarethe von der Saale (1522–1566), Tochter von Hans von der Saale
                1. (I) Agnes von Hessen (1527–1555) ⚭ Moritz (Sachsen) (1521–1553)
                2. (I) Anna (1529–1591) ⚭ Pfalzgraf Wolfgang (Pfalz-Zweibrücken) (1526–1569)
                3. (I) Wilhelm IV. (Hessen-Kassel) (1532–1592) ⚭ Sabina von Württemberg (1549–1581), Tochter von Herzog Christoph (Württemberg) (1515–1568); → Nachfahren siehe unten (Linie Hessen-Kassel)
                4. (I) Philipp Ludwig (1534–1535)
                5. (I) Barbara (1536–1597) ⚭ (I) Georg I. (Württemberg-Mömpelgard) (1498–1558), gen. der Vorsichtige; ⚭ (II) Graf Daniel von Waldeck (1530–1577)
                6. (I) Ludwig IV. (Hessen-Marburg) (1537–1604) ⚭ (I) Hedwig von Württemberg (1547–1590), Tochter von Herzog Christoph (Württemberg) (1515–1568); ⚭ (II) Maria von Mansfeld-Hinterort, Tochter von Johann I. von Mansfeld-Hinterort († 1567)
                7. (I) Elisabeth (1539–1582) ⚭ Kurfürst Ludwig VI. (Pfalz) (1539–1583)
                8. (I) Philipp II. (Hessen-Rheinfels) (1541–1583) ⚭ Anna Elisabeth von der Pfalz (1549–1609), Tochter von Kurfürst Friedrich III. (Pfalz) (1515–1576)
                9. (I) Christine von Hessen (1543–1604) ⚭ Adolf I. (Schleswig-Holstein-Gottorf) (1526–1586)
                10. (I) Georg I. (Hessen-Darmstadt) (1547–1596) ⚭ (I) Magdalena zur Lippe (1552–1587), Tochter von Graf Bernhard VIII. (Lippe) (1527–1563); ⚭ (II) Eleonore von Württemberg (1552–1618), Tochter von Herzog Christoph (Württemberg) (1515–1568); → Nachfahren siehe unten (Linie Hessen-Darmstadt)
                11. (II) Philipp (1541–1569), Graf zu Diez
                12. (II) Hermann (1542–1568), Graf zu Diez
                13. (II) Christoph Ernst von Diez (1543–1603), Graf zu Diez
                14. (II) Margarethe von Diez (1544–1608), Gräfin zu Diez
                15. (II) Albrecht (1546–1569), Graf zu Diez
                16. (II) Philipp Conrad (1547–1569), Graf zu Diez
                17. (II) Moritz (1553–1575), Graf zu Diez
                18. (II) Ernst (1554–1570), Graf zu Diez
                19. (II) Anna (1557–1558), Gräfin zu Diez

          2. Heinrich III. (Hessen) (1440/41–1483), Landgraf von Hessen-Marburg ⚭ Anna von Katzenelnbogen, Tochter von Graf Johann IV. (Katzenelnbogen) († 1444)
            1. Friedrich (starb als Kind)
            2. Ludwig (1461–1478)
            3. Elisabeth von Hessen (1466–1523) ⚭ 1482 Graf Johann V. (Nassau) (1455–1516)
            4. Wilhelm III. (Hessen) (1471–1500), Landgraf von Hessen-Marburg ⚭ Elisabeth von der Pfalz (1483–1522), Tochter von Kurfürst Philipp (Pfalz) (1448–1508)
            5. Mechthild von Hessen (1473–1505) ⚭ 1489 Herzog Johann II. (Kleve-Mark) (1458–1521)
            6. Heinrich (* 1474, starb jung)

          3. Hermann von Hessen (1450–1508), 1480–1508 Erzbischof von Köln
          4. Elisabeth von Hessen (1454–1489) ⚭ Graf Johann III. von Nassau-Weilburg (1441–1480)
          5. Friedrich (1458–1463)

      3. Agnes von Hessen († 1393), Äbtissin im Zisterzienserinnen-Kloster Sankt Katharina in Eisenach

    4. Hermann I. von Hessen († zwischen 1368 und 1370), gen. der Ältere, ab 1328 Herr von Nordeck, ab 1349 auch Herr von Grebenstein
    5. Elisabeth von Hessen († 1354) ⚭ Kurfürst Rudolf II. (Sachsen-Wittenberg) (um 1307–1370)

  8. (II) Elisabeth (1276–1306), gen. die Mittlere
  9. (II) Agnes (1277–1335) ⚭ Burggraf Johann I. (Nürnberg) (um 1279–1300)
  10. (II) Johann (Hessen) († 1311), gen. der Fette, Landgraf von Niederhessen ⚭ Adelheid von Braunschweig-Göttingen (1290–1311), Tochter von Herzog Albrecht II. (Braunschweig-Wolfenbüttel-Göttingen) (1268–1318)
  11. (II) Ludwig II. (Münster) (1282–1357), Bischof von Münster 1309–1357
  12. (II) Elisabeth (1284–1308), gen. die Jüngere ⚭ Graf Albrecht III. von Görz-Lienz
  13. (II) Katharina (1286–1322) ⚭ Graf Otto IV. (Weimar-Orlamünde) († 1318)
  14. (II) Jutta (1289–1317) ⚭ Herzog Otto (Braunschweig-Göttingen) (1292–1344)

### Linie Hessen-Kassel (bis Karl (Hessen-Kassel))
1. Wilhelm IV. (Hessen-Kassel) (1532–1592), ⚭ Sabina von Württemberg (1549–1581), Tochter von Herzog Christoph (Württemberg) (1515–1568); → Vorfahren siehe oben, Haus Hessen
  1. Anna Maria von Hessen-Kassel (1567–1626), ⚭ Ludwig II. (Nassau-Weilburg) (1565–1627)
  2. Hedwig von Hessen-Kassel (1569–1644), ⚭ Graf Ernst (Schaumburg) (1569–1622)
  3. Agnes (1569)
  4. Sophie (1571–1616)
  5. Moritz (Hessen-Kassel) (1572–1632), gen. der Gelehrte, ⚭ (I) Agnes zu Solms-Laubach (1578–1602), Tochter von Johann Georg von Solms-Laubach (1546–1600); ⚭ (II) Juliane von Nassau-Dillenburg (1587–1643), Tochter von Graf Johann VII. (Nassau-Siegen) (1561–1623),
    1. Otto von Hessen-Kassel (1594–1617), Administrator der Abtei Hersfeld, ⚭ (I) Katharina Ursula von Baden-Durlach (1593–1615), Tochter des Grafen Georg Friedrich (Baden-Durlach) (1573–1638); ⚭ (II) Agnes Magdalene von Anhalt-Dessau (1590–1626), Tochter des Grafen Johann Georg I. (Anhalt-Dessau) (1567–1618)
      1. (Illegitim und postum) Ernst von Hattenbach (1617–1694), Amtmann in Rodenberg; ⚭ 1669 Anna Katharina von Hake († 1707)

    2. Elisabeth von Hessen-Kassel (1596–1625), Dichterin, ⚭ Herzog Johann Albrecht II. (Mecklenburg) (1590–1636)
    3. Moritz (1600–1612)
    4. Wilhelm V. (Hessen-Kassel) (1602–1637), ⚭ Amalie Elisabeth von Hanau-Münzenberg (1602–1651), Tochter von Graf Philipp Ludwig II. (Hanau-Münzenberg) (1576–1612)
      1. Agnes (1620–1621)
      2. Moritz (1621)
      3. Elisabeth (1623–1624)
      4. Wilhelm (1625–1626)
      5. Emilie (1626–1693), ⚭ Henri Charles de La Trémoille (1620–1672)
      6. Charlotte von Hessen-Kassel (1627–1686), ⚭ Kurfürst Karl I. Ludwig (Pfalz) (1617–1680)
      7. Wilhelm VI. (Hessen-Kassel) (1629–1663), ⚭ Hedwig Sophie von Brandenburg (1623–1683), Tochter von Kurfürst Georg Wilhelm (Brandenburg) (1595–1640)
        1. Charlotte Amalie von Hessen-Kassel (1650–1714), ⚭ König Christian V. (Dänemark und Norwegen) (1646–1699)
        2. Wilhelm VII. (Hessen-Kassel) (1651–1670)
        3. Luise (1652)
        4. Karl (Hessen-Kassel) (1654–1730), ⚭ Amalia von Kurland (1653–1711), Tochter von Jakob Kettler (1610–1682), Herzog von Kurland; → Nachfahren siehe unten (Linie Hessen-Kassel (ab Karl (Hessen-Kassel)))
        5. Philipp (Hessen-Philippsthal) (1655–1721), ⚭ Katharina Amalie von Solms-Laubach (1654–1736), Tochter von Graf Karl Otto von Solms-Laubach (1633–1676); → Nachfahren siehe unten (Linie Hessen-Philippsthal)
        6. Georg (*1658 † 1675)
        7. Elisabeth Henriette von Hessen-Kassel (1661–1683), ⚭ König Friedrich I. (Preußen) (1657–1713)

      8. Philipp (1630–1638)
      9. Adolf (1631–1632)
      10. Karl (1633–1635)
      11. Elisabeth von Hessen-Kassel (1634–1688), Äbtissin von Herford
      12. Luise (1636–1638)

    5. Philipp von Hessen-Kassel (1604–1626)
    6. Agnes von Hessen-Kassel (1606–1650), ⚭ Johann Kasimir (Anhalt-Dessau) (1596–1660)
    7. Hermann IV. (Hessen-Rotenburg) (1607–1658), ⚭ (I) Sophia Juliana von Waldeck (1607–1637), Tochter von Graf Christian (Waldeck) (1585–1637); ⚭ (II) Kunigunde Juliane von Anhalt-Dessau (1608–1683), Tochter von Graf Johann Georg I. (Anhalt-Dessau) (1567–1618)
    8. Juliane (1608–1628)
    9. Sabine (1610–1620)
    10. Magdalene von Hessen-Kassel (1611–1671), ⚭ Altgraf Erich Adolf zu Salm-Reifferscheid (1619–1673)
    11. Moritz von Hessen-Kassel (1614–1633)
    12. Sophie von Hessen-Kassel (1615–1670), ⚭ Graf Philipp I. (Schaumburg-Lippe) (1601–1681)
    13. Friedrich (Hessen-Eschwege) (1617–1655), Landgraf von Hessen-Eschwege ⚭ Eleonore Katharine von Pfalz-Zweibrücken-Kleeburg (1626–1692), Tochter von Pfalzgraf Johann Kasimir (Pfalz-Zweibrücken-Kleeburg) (1589–1652)
      1. Margarete (1647)
      2. Christine von Hessen-Eschwege (1648–1702), ⚭ Herzog Ferdinand Albrecht I. (Braunschweig-Wolfenbüttel-Bevern) (1636–1687)
      3. Elisabeth (1650–1651)
      4. Juliane von Hessen-Eschwege (1652–1693), ⚭ schwedischer Baron von Lilienburg Johann J. Marchand (1656–1703), Raeftnas, Soedermanland
      5. Friedrich (1654–1655)
      6. Charlotte (1653–1708), 1. ⚭ Herzog August von Sachsen-Weißenfels (1650–1674), gen. der Jüngere, 2. ⚭ Reichsgraf Johann Adolf (Bentheim-Tecklenburg) (1637–1704)

    14. Christian von Hessen-Kassel (1622–1640)
    15. Ernst I. (Hessen-Rheinfels-Rotenburg) (1623–1693), ⚭ (I) Maria Eleonore von Solms-Hohensolms (1632–1689), Tochter von Philipp Reinhard I. von Solms-Hohensolms (1593–1635); ⚭ (II) Alexandrine von Dürnizl († 1754) → Nachfahren siehe unten (Linie Hessen-Rotenburg)
    16. Christine (1625–1626)
    17. Philipp (1626–1629)
    18. Elisabeth (1628–1633)

  6. Sabine (1573)
  7. Sidonie (1574–1575)
  8. Christian (1575–1578)
  9. Elisabeth (1577–1578)
  10. Christine von Hessen-Kassel (1578–1658), ⚭ Herzog Johann Ernst (Sachsen-Eisenach) (1566–1638)
  11. Juliane (1581)

#### Linie Hessen-Kassel (ab Karl (Hessen-Kassel))
1. Karl (Hessen-Kassel) (1654–1730), ⚭ Amalia von Kurland (1653–1711), Tochter von Jakob Kettler (1610–1682), Herzog von Kurland; → Vorfahren siehe oben (Linie Hessen-Kassel (bis Karl (Hessen-Kassel)))
  1. Wilhelm (1674–1676)
  2. Karl (1675–1677)
  3. Friedrich (Schweden) (1676–1751), König von Schweden ⚭ (I) 1700 Luise von Brandenburg (1680–1705), Tochter von König Friedrich I. (Preußen) (1657–1713); ⚭ (II) 1715 Königin Ulrika Eleonore (Schweden) (1688–1741), Tochter von König Karl XI. (Schweden) (1655–1697)
  4. Christian (*/† 1677)
  5. Sophie Charlotte von Hessen-Kassel (1678–1749), ⚭ Herzog Friedrich Wilhelm I. (Mecklenburg) (1675–1713)
  6. Karl von Hessen-Kassel (1680–1702), kaiserlicher Generalmajor
  7. Wilhelm VIII. (Hessen-Kassel) (1682–1760), ⚭ Dorothea Wilhelmine von Sachsen-Zeitz (1691–1743), Tochter von Moritz Wilhelm (Sachsen-Zeitz) (1664–1718)
    1. Karl (1718–1719)
    2. Friedrich II. (Hessen-Kassel) (1720–1785), ⚭ Maria von Großbritannien, Irland und Hannover (1723–1772), Tochter von König Georg II. (Großbritannien) (1683–1760)
      1. Wilhelm (1741–1742)
      2. Wilhelm I. (Hessen-Kassel) (1743–1821), Landgraf von Hessen-Kassel, 1803 Kurfürst, ⚭ (I) Wilhelmine Karoline von Dänemark und Norwegen (1747–1820), Tochter von König Friedrich V. (Dänemark und Norwegen) (1723–1766); (II) außerehelich: Charlotte Christine Buissine (1749–??); (III) außerehelich: Rosa Dorothea Ritter (1759–1833); (IV) außerehelich: Karoline von Schlotheim (1766–1847)
        1. (I) Marie Friederike von Hessen-Kassel (1768–1839), ⚭ Fürst Alexius Friedrich Christian (Anhalt-Bernburg) (1767–1834)
        2. (I) Karoline Amalie von Hessen-Kassel (1771–1848), ⚭ Herzog August (Sachsen-Gotha-Altenburg) (1772–1822)
        3. (I) Friedrich (1772–1784)
        4. (I) Wilhelm II. (Hessen-Kassel) (1777–1847), ⚭ (I) Auguste von Preußen (1780–1841), Tochter des Königs Friedrich Wilhelm II. (Preußen) (1744–1797); ⚭ (morganatisch) (II) Emilie von Reichenbach-Lessonitz (1791–1843); (morganatisch) (III) ⚭ Karoline von Berlepsch (1820–1877)
          1. (I) Wilhelm Friedrich Karl Ludwig (1798–1802)
          2. (I) Caroline Friederike Wilhelmine (1799–1854)
          3. (I) Luise Friederike (1801–1803)
          4. (I) Friedrich Wilhelm I. (Hessen-Kassel) (1802–1875), ⚭ (morganatisch) Gertrude von Hanau (1803–1882), Tochter von Gottfried Falkenstein; → Nachfahren siehe Haus Hanau-Hořovice
          5. (I) Marie von Hessen-Kassel (1804–1888), ⚭ Bernhard II. (Sachsen-Meiningen) (1800–1882)
          6. (I) Ferdinand (1806)
          7. (II) Louise von Reichenbach-Lessonitz (1813–1883), ⚭ Graf Karl von Bose (1814–1887)
          8. (II) Wilhelm (1815–1822)
          9. (II) Wilhelmine (1816–1858), ⚭ (I) Graf Wilhelm von Luckner (1805–1865); (II) Karl von Watzdorff (1807–1846)
          10. (II) Karl (1818–1881), ⚭ Clementine Richter (1842–1902)
          11. (II) Emilie (1820–1891), ⚭ Graf Felix Zichy-Ferraris von Zich und Vásonkeö (1810–1885)
          12. (II) Friederike (1821–1898), ⚭ Freiherr Wilhelm von Dungern (1809–1874)
          13. (II) Wilhelm (1824–1866), ⚭ Amélie Göler von Ravensburg (1838–1912)
            1. Pauline (1858–1927), ⚭ Prinz Alfred zu Löwenstein-Wertheim-Freudenberg (1855–1925)
            2. Caroline (1860–1874)

          14. (II) Helene (1825–1898), ⚭ Freiherr Oswald von Fabrice (1820–1898)

        5. (II) (außerehelich) Wilhelm, Freiherr von Heimrod (1775–1811) ⚭ Charlotte, Freiin von Stockhausen (1781–1855)
          1. Ernst Moritz von Heimrod (1808–1877) anhaltinischer Oberst und Kammerherr sowie preußischer Generalmajor ⚭ Luise Schöner (1810–1874)
            1. Ernst Karl (1833–1910), deutscher Konsul in Toronto ⚭ 1865 Olga Crome (1839–1912)
            2. Marie Therese Luise (1838–1842)
            3. Elise Klothilde Luise (1838–1840)
            4. Elise Amalie Luise (* 1844), Stiftsdame
            5. Heinrich Albert Moritz (1851–1871), gefallen in der Schlacht bei Beaumont

        6. (II) (außerehelich) Karl, Freiherr von Heimrod (1776–1827) ⚭ 1803 Charlotte, Freiin von Stockhausen (1781–1855)
        7. (II) (außerehelich) Friedrich (*/† 1777)
        8. (II) (außerehelich) Friedrich, Freiherr von Heimrod (1778–1813)
        9. (III) (außerehelich) Carl von Haynau (1779–1856), kurhessischer Generalleutnant, ⚭ (I) Karoline von Schack († 1807); ⚭ (II) Luise Sophie Frederike Marie Buderus von Carlshausen (1787–1813); ⚭ (III) Sophie Frederike Karoline von Lengerke (1798–1820); ⚭ (IV) Elisabeth Marie Susanne Christiane Freiin von Trott zu Solz (1793–1844)
          1. (I) Eduard von Haynau (1804–1863), kurhessischer Generalleutnant und Kriegsminister, ⚭ (I) Natalie von Baumbach (1809–1840); ⚭ (II) Thekla von Baumbach (1812–1882)
            1. (I) Karoline (1832–1847)
            2. (I) Marie (1833–1857), ⚭ Karl von Helmschwerd
            3. (I) Agnes (1835–1862)
            4. (I) Hedwig (1835–1894), ⚭ Heinrich Friedrich Ludwig Bonhoff († 1880)
            5. (I) Luise (1837–1852)
            6. (I) Ludwig (1838–1851)
            7. (II) Natalie (1843–1879), ⚭ Georg Karl August von Apell
            8. (II) Bertha (1844–1872)
            9. (II) Karl (1845–1856)
            10. (II) Elisabeth (Etta) (1847–1906)
            11. (II) Thekla (1852–1930), ⚭ Freiherr Oskar von Moeller-Lilienstern († 1898)

          2. (I) Agnes (1806–1820)
          3. (II) Emilie (1809–1836), ⚭ Friedrich von Bardeleben († 1866)
          4. (II) Gustav (1812–1837), ⚭ Freiin Hedwig von Hanstein (1814–1877)
            1. Elisabeth (1836–1897), ⚭ Freiherr Ludwig von Danckelmann († 1897)

          5. (IV) Luise (1822–1826)
          6. (IV) Charlotte (1823–1904), ⚭ Freiherr Jérôme von Schlotheim († 1882)
          7. (IV) Kathinka (1824–1866), ⚭ Christian Freiherr von Cornberg († 1882)

        10. (III) (außerehelich) Georg Wilhelm (1781–1813), ⚭ Charlotte Sophie Friederike von Wildungen (1782–1858)
          1. Emil (1809–1810)
          2. Gustav (1811–1826)
          3. Victor (1812–1898), ⚭ Freiin Ida von Lepel (1816–1888)
            1. Emilie (1839–1898), ⚭ Freiherr Emil von Lepel († 1870, gefallen bei Orléans)
            2. Anna (1847–1904), ⚭ Freiherr Karl von Stockmar († 1909)
            3. Gustav (1848–1892) ⚭ Bertha Freiin von Eichhoff (1855–1920)
              1. Julius (1884), ⚭ (I) Willie Pauer von Arlau (1887–??), geschieden; ⚭ (II) Mila Globočnik (1886–??)
                1. (II) Maria (1922–??)

              2. Maria (1884–??), geistlich
              3. Elisabeth (1888–1904)
              4. Viktor (1891–??), ⚭ Johanna von Reininghaus (1899–?), geschieden

            4. Ernst (1850–1926), k.u.k. Oberstleutnant, ⚭ Harriet Mautner von Markhof (1864–?)
              1. Editha von Haynau (1884–1978), ⚭ Ulrico Arnaldi

            5. Edmund (1855–1859)

        11. (III) (außerehelich) Philipp Ludwig (1782–1843), badischer Wirklicher Geheimer Rat, ⚭ Gräfin Wilhelmine Karoline Sophie von Zeppelin (1791–1872), verwitwete Gräfin von Taube
          1. Mathilde (1821–1903), ⚭ Freiherr Gustav von der Leyen zu Bloemersheim († 1857)
          2. Wilhelm (1823–1846)

        12. (III) (außerehelich) Wilhelmine (1783–1866), ⚭ Freiherr Carl von Hanstein († 1861), kurhessischer Staatsminister
        13. (III) (außerehelich) Moritz (1784–1812), ⚭ Anna Augusta Charlotte von Wurmb (1789–1872)
          1. Caroline Josepha Theresia Sophia (Melitta) (1809–1831)
          2. Cordelia (1812–1886), ⚭ Bernhard von Losseberg († 1869)

        14. (III) (außerehelich) Marie Sophie Agnes Philippine Auguste (1785–1865), ⚭ Freiherr Wilhelm von Wintzingerode († 1819)
        15. (III) (außerehelich) Julius von Haynau (1786–1853), k.u.k. Geheimer Rat, 1848 Generalgouverneur von Ungarn ⚭ Theresia Weber von Treuenfels (1787–1851)
          1. Clotilde (1809–1897)

        16. (III) (außerehelich) (?)Otto (1788–1792) – von Landgraf Wilhelm IX. nicht anerkannt
        17. (IV) (außerehelich) Wilhelm Friedrich (1789–1790)
        18. (IV) (außerehelich) Wilhelm Karl (1790–1867), Domherr zu Minden, Halberstadt und Cammin, mecklenburgisch-schweriner Wirklicher Geheimer Rat, ⚭ Gräfin Angelika von der Osten-Sacken
          1. Auguste (1823–1905)

        19. (IV) (außerehelich) Ferdinand (1791–1794)
        20. (IV) (außerehelich) Karoline Frederike Auguste (1792–1797)
        21. (IV) (außerehelich) Auguste Wilhelmine (1793–1795)
        22. (IV) (außerehelich) Louis Karl (1794–1857), preußischer Kammerherr ⚭ Gräfin Auguste Wilhelmine von Pückler-Groditz
        23. (IV) (außerehelich) Friederike Auguste (1795–1845), ⚭ Wilhelm von Steuber († 1845)
        24. (IV) (außerehelich) Wilhelm Ludwig Georg (1800–1836), kurhessischer Kammerherr, ⚭ (I) Freifrau Luise von dem Bussche-Hünnefeld (1804–1829); ⚭ (II) Karoline Wolff von Gudenberg (1812–1836)
          1. (I) Arthur (1829–1907), lippischer Kammerherr
          2. (II) Moritz (1832–1895), ⚭ Baroness Malwine Pérenyi de Pereny (1834–1911)
            1. Wilhelmine (1853–1856)
            2. Ludwig (1854–1856)
            3. Arthur (1855–1856)
            4. Marie (1858–1859)
            5. Karl (1860–1939), ⚭ (I) Baroness Maria Pérenyi de Pereny, geschieden 15. November 1901; ⚭ II) Eveline Halasy de Dévaványa (1880–??)
              1. (I) Maria Malvina Olga (1893–??)
              2. (I) Ludwig (1897–1899)
              3. (II) Georg (1903–??)
              4. (II) Alexander (1905–nach 1943) ⚭ (I) Emília Purgly de Jószás (1904–??); ⚭ (II) Margit Farkas
                1. Eva
                2. Judith ⚭ Christian Mokhtár Hamidad

            6. Eveline (1861–??), ⚭ Karl von Wesendonk (1857–1934)
            7. Wilhelm (1864–1908), ⚭ Pauline Demetrescu-Maicau (1877–?)
            8. Blanca (1866–1898), ⚭ Freiherr Friedrich von Chambrier
            9. Alfred (1875–??)
            10. Elisabeth (1880–1881)

          3. (II) Wilhelm (1833–1834)

        25. (IV) (außerehelich) Friedrich Ludwig (1803–1805)
        26. (IV) (außerehelich) Karoline (1804–1891), ⚭ Freiherr Karl von Stenglin († 1871)

      3. Karl von Hessen-Kassel (1744–1836), ⚭ Louise von Dänemark (1750–1831), Tochter des Königs Friedrich V. (Dänemark und Norwegen) (1723–1766)
        1. Maria von Hessen-Kassel (1767–1852), ⚭ König Friedrich VI. (Dänemark und Norwegen) (1768–1839)
        2. Wilhelm (1769–1772)
        3. Friedrich von Hessen-Kassel (1771–1845), ⚭ Klara von Brockdorff (1778–1836) Tochter von Detlev von Brockdorff (1709–1790)
          1. (außerehelich mit Johanne Jansen) Christian Friedrichsen von Loevenfeldt (von Løvenfeldt) (1803–1866), ⚭ Camilla Glahn (1816–1902)
            1. Frederik (1841–1913)
            2. Christian (1846–??), ⚭ Christiane Kjeldsen (1837–1911)
            3. Frederikke Johanne Marie Luise Gustave (1838–1907)
            4. Camilla (1843–1844)
            5. Corinna (1853–1944) ⚭ Carl Reiss (?–1902)

        4. Juliane zu Hessen-Kassel (1773–1860), Äbtissin des Klosters Itzehoe
        5. Christian von Hessen-Kassel (1776–1814)
        6. Luise Karoline von Hessen-Kassel (1789–1867), ⚭ Friedrich Wilhelm von Schleswig-Holstein-Sonderburg-Glücksburg (1785–1831)

      4. Friedrich von Hessen-Kassel (1747–1837), ⚭ Karoline Polyxena von Nassau-Usingen (1762–1823), Tochter des Fürsten Karl Wilhelm (Nassau-Usingen) (1735–1803) – Landgraf; → Nachfahren siehe unten (Linie Hessen-Rumpenheim)

    3. Maria Amelia von Hessen-Kassel (1721–1744)

  8. Leopold von Hessen-Kassel (1684–1704), kaiserlicher Oberst
  9. Ludwig von Hessen-Kassel (1686–1706), kaiserlicher Oberst
  10. Marie Luise von Hessen-Kassel (1688–1765), ⚭ Johann Wilhelm Friso (Nassau-Dietz) (1687–1711)
  11. Maximilian von Hessen-Kassel (1689–1753), Feldmarschall, ⚭ Friederike Charlotte von Hessen-Darmstadt (1698–1777), Tochter von Ernst Ludwig (Hessen-Darmstadt, Landgraf) (1667–1739)
    1. Karl (1721–1722)
    2. Ulrike Friederike Wilhelmine (1722–1787), ⚭ Herzog Friedrich August (Oldenburg) (1711–1785)
    3. Christine Charlotte von Hessen-Kassel (1725–1782), Stiftsdame im evangelischen Stift Herford
    4. Marie (* 1726)
    5. Wilhelmine von Hessen-Kassel (1726–1808), ⚭ Prinz Heinrich von Preußen (1726–1802)
    6. Totgeburt (*/† 1729)
    7. Elisabeth Sophie Luise (1730–1731)
    8. Karoline von Hessen-Kassel (1732–1759), ⚭ Friedrich August (Anhalt-Zerbst) (1734–1793)

  12. Georg Karl von Hessen-Kassel (1691–1755), General
  13. Eleonore (*/† 1694)
  14. Wilhelmine Charlotte (1695–1722)

##### LinieHessen-Rumpenheim
1. Friedrich von Hessen-Kassel (1747–1837) ⚭ Karoline Polyxena von Nassau-Usingen (1762–1823), Tochter des Fürsten Karl Wilhelm (Nassau-Usingen) (1735–1803) – Landgraf; → Vorfahren siehe oben (Linie Hessen-Kassel)
  1. Wilhelm von Hessen (1787–1867) ⚭ Louise Charlotte von Dänemark (1789–1864), Tochter von Friedrich von Dänemark (1753–1805)
    1. Karoline Frederike Marie Wilhelmine (1811–1829)
    2. Marie Luise Charlotte von Hessen (1814–1895) ⚭ Prinz Friedrich August von Anhalt-Dessau (1799–1864)
    3. Louise von Hessen (1817–1898) ⚭ König Christian IX. (1818–1906)
    4. Friedrich Wilhelm von Hessen (1820–1884) ⚭ (I) Großfürstin Alexandra Nikolajewna Romanowa (1825–1844), Tochter des Zars Nikolaus I. (Russland) (1796–1855); ⚭ (II) Maria Anna Friederike von Preußen (1836–1918), Tochter des Prinzen Carl von Preußen (1801–1883)
      1. Friedrich Wilhelm von Hessen (1854–1888)
      2. Elisabeth von Hessen-Kassel (1861–1955)
      3. Alexander Friedrich von Hessen (1863–1945)
      4. Friedrich Karl von Hessen (1868–1940), kurzzeitig als Fredrik Kaarle König von Finnland ⚭ Margarethe von Preußen (1872–1954), Tochter des deutschen Kaisers Friedrich III. (Deutsches Reich) (1831–1888)
        1. Friedrich Wilhelm von Hessen (1893–1916), gefallen
        2. Maximilian von Hessen (1894–1914), gefallen
        3. Philipp von Hessen (1896–1980) ⚭ Mafalda von Savoyen (1902–1944), im KZ Buchenwald gestorben, Tochter von König Viktor Emanuel III. von Italien (1869–1947)
          1. Moritz von Hessen (1926–2013) ⚭ Tatjana zu Sayn-Wittgenstein-Berleburg (* 1940), Tochter von Gustav Albrecht zu Sayn-Wittgenstein-Berleburg (1907–1944), vermisst
            1. Mafalda Prinzessin von Hessen (* 1965) ⚭ (III) Ferdinando dei Conti Brachetti-Peretti (* 1960)
            2. Heinrich Donatus von Hessen (* 1966) ⚭ Floria-Franziska Gräfin von Faber-Castell (* 1974)
              1. Paulina Elisabeth Adelheid Tatiana Suzanne (* 2007)
              2. Moritz Ludwig Georg Wolf (* 2007)
              3. August Siegfried Hubertus Felix (* 2012)

            3. Elena (* 1967) ⚭ Hassan Al Hassan (* 1967)
            4. Philipp (* 1970) ⚭ Laetitia Johanna Bechtolf (* 1978)
              1. Elena Margherita Lotti Christiane Elizabeth (* 2006)
              2. Tito Friedrich Hans Andreas Alnwick (* 2008)
              3. Mafalda Laetitia Tatjana Jutta Louise (* 2014)
              4. Valentina Lou Sonja Isabelle Victoria  (* 2021)

          2. Heinrich von Hessen-Kassel (1927–1999)
          3. Otto von Hessen (1937–1998) ⚭ (I) 1965 Angela von Doering (* 1940); (II) Elisabeth Wittler (1944–2013)
          4. Elisabeth Margarethe (* 1940) ⚭ 1962 Friedrich Carl von Oppersdorff (1925–1985)

        4. Wolfgang von Hessen (1896–1989) ⚭ Marie Alexandra von Baden (1902–1944), Tochter von Maximilian von Baden (1867–1929), Reichskanzler
        5. Richard von Hessen (1901–1969)
        6. Christoph von Hessen (1901–1943) ⚭ Sophie von Griechenland (1914–2001), Tochter von Andreas von Griechenland (1882–1944)
          1. Christine Margarethe (1933–2011) ⚭ (I) Andreas von Jugoslawien (1929–1990); (II) Robert van Eyck (1916–1991)
            1. Maria Tatjana (* 1957) ⚭ Gregory Thune-Larsen
            2. Christopher (1960–1994)

          2. Dorothea Charlotte Karin (* 1934) ⚭ Friedrich zu Windisch-Graetz (1917–2002)
          3. Karl Adolf Andreas (* 1937) ⚭ Yvonne Gräfin Szapáry de Muraszombath, Széchysziget et Szapár (* 1944)
            1. Christoph (* 1969)
            2. Irina Verena (* 1971) ⚭ Alexander Graf von Schönburg-Glauchau (* 1969)

          4. Rainer Christoph Friedrich von Hessen (* 1939)
          5. Clarissa Alice (* 1944) ⚭ Claude Jean Derrien (* 1948)

      5. Marie-Polyxene (1872–1882)
      6. Sibylle Margarethe (1877–1953) ⚭ Friedrich Freiherr von Vincke (1867–1925)

    5. Auguste (1823–1899) ⚭ Carl Frederik von Blixen-Finecke (1822–1873)
    6. Sophie Wilhelmine Auguste Elisabeth (1827)

  2. Karl Friedrich (1789–1802)
  3. Friedrich Wilhelm von Hessen (1790–1876)
  4. Ludwig Karl (1791–1800)
  5. Georg Karl von Hessen (1793–1881)
  6. Louise von Hessen (1794–1881) ⚭ Georg von der Decken (1787–1859), hannoverscher General der Kavallerie
  7. Marie von Hessen-Kassel (1796–1880) ⚭ Großherzog Georg (Mecklenburg) (1779–1860)
  8. Auguste von Hessen (1797–1889) ⚭ Adolph Friedrich, Herzog von Cambridge (1774–1850)

#### LinieHessen-Philippsthal
1. Philipp (Hessen-Philippsthal) (1655–1721), ⚭ Katharina Amalie von Solms-Laubach (1654–1736), Tochter des Grafen Karl Otto von Solms-Laubach (1633–1676); → Vorfahren siehe oben (Linie Hessen-Kassel)
  1. Wilhelmine Hedwig (1681–1699)
  2. Karl I. (Hessen-Philippsthal) (1682–1770), ⚭ Karoline Christine von Sachsen-Eisenach (1699–1743), Tochter des Herzogs Johann Wilhelm (Sachsen-Eisenach) (1666–1729)
    1. Wilhelm (Hessen-Philippsthal) (1726–1810), ⚭ Ulrike Eleonore von Hessen-Philippsthal (1732–1795), Tochter von Landgraf Wilhelm (Hessen-Philippsthal-Barchfeld) (1692–1761)
      1. Karoline (*/† 1756)
      2. Karl von Hessen-Philippsthal (1757–1793), ⚭ Viktoria Amalie Ernestine von Anhalt-Bernburg-Schaumburg-Hoym (1772–1817), Tochter von Franz Adolf von Anhalt-Bernburg-Schaumburg-Hoym (1724–1784), preuß. General
        1. Caroline von Hessen-Philippsthal (1793–1869), ⚭ Ernst Konstantin (Hessen-Philippsthal) (1771–1849)

      3. Wilhelm (1758–1760)
      4. Friedrich (1760–1761)
      5. Juliane von Hessen-Philippsthal (1761–1799), ⚭ Graf Philipp II. (Schaumburg-Lippe) (1723–1787)
      6. Friedrich von Hessen-Philippsthal (1764–1794)
      7. Wilhelm (1765–1766)
      8. Ludwig (Hessen-Philippsthal) (1766–1816), ⚭ Marie Franziska Gräfin Berghe von Trips (1771–1805)
        1. Karoline (1793–1872), ⚭ Ferdinand Comte de la Ville sur Illon († 1865)
        2. Wilhelm (1798–1799)

      9. Charlotte Amalie (*/† 1767)
      10. Ernst Konstantin (Hessen-Philippsthal) (1771–1849), ⚭ (I) Luise von Schwarzburg-Rudolstadt (1775–1808), Tochter des Fürsten Friedrich Karl (Schwarzburg-Rudolstadt) (1736–1793); ⚭ (II) Caroline von Hessen-Philippsthal (1793–1869), Tochter von Karl von Hessen-Philippsthal (1757–1793)
        1. Friedrich Wilhelm (1797–1797)
        2. Ferdinand (1799–1837)
        3. Georg Gustav (1801–1802)
        4. Karl II. (Hessen-Philippsthal) (1803–1868), ⚭ Marie von Württemberg (1818–1888), Tochter von Eugen von Württemberg (1788–1857), russ. General
          1. Ernst von Hessen-Philippsthal (1846–1925)
          2. Karl Alexander Eugen Hermann (1853–1916)

        5. Franz (1805–1861), nahm 1841 den Namen Freiherr von Falkener an, ⚭ Maria Katharina Kohlmann (1819–1904)
          1. Konstanze (1847–1916), ab 1895 Gräfin von Grebenstein ⚭ Erich zu Waldeck und Pyrmont (1842–1894), Sohn von Karl Christian zu Waldeck und Pyrmont (1803–1846)
          2. Ferdinand (1849–1883)
          3. August (1852–1882)
          4. Franz (1862–1880)
          5. Marie Amalie (1854–1889)
          6. Victorie (1859–1919), ⚭ Karl Rall (* 1860)

        6. Viktoria (1812–1837)
        7. Wilhelm Eduard (1817–1819)

    2. Karoline Amalie (1728–1746)
    3. Friedrich (1729–1751)
    4. Charlotte Amalie von Hessen-Barchfeld (1730–1801), ⚭ Anton Ulrich (Sachsen-Meiningen) (1687–1763)
    5. Philippine (1731–1762)

  3. Amalie (1684–1754)
  4. Amoene (1685–1686)
  5. Philipp (1686–1717), ⚭ Marie von Limburg-Stirum (1689–1759), Tochter des Grafen Albrecht Georg von Limburg-Bronkhorst (1661–1690)
    1. Karl (*/† 1715)
    2. Amalie Sofie (1716–1718)

  6. Friederike Henriette (1688–1761)
  7. Wilhelm (Hessen-Philippsthal-Barchfeld) (1692–1761), ⚭ Charlotte von Anhalt-Bernburg (1704–1766), Tochter von Lebrecht (Anhalt-Bernburg-Schaumburg-Hoym) (1669–1727)
    1. Charlotte von Hessen-Philippsthal-Barchfeld (1725–1798), ⚭ Albrecht August zu Isenburg-Büdingen in Wächtersbach (1717–1782), Sohn des Grafen Ferdinand Maximilian II. zu Isenburg-Büdingen (1692–1755)
    2. Wilhelm (*/† 1726)
    3. Friedrich von Hessen-Philippsthal-Barchfeld (1727–1777), ⚭ Sofie Henriette zu Salm-Grumbach (1740–1800), Tochter von Karl Walrad Wilhelm zu Salm-Grumbach (1701–1763)
    4. Philipp (1728–1745)
    5. Johanna Charlotte (1730–1799)
    6. Karoline (1731–1808)
    7. Ulrike Eleonore von Hessen-Philippsthal (1732–1795), ⚭ Landgraf Wilhelm (Hessen-Philippsthal) (1726–1810)
    8. Karl Wilhelm (1734–1764)
    9. Anna (1735–1785), ⚭ Adolf zu Lippe-Detmold (1732–1800), Sohn von Simon Heinrich Adolf (Lippe) (1694–1734)
    10. Georg (1737–1740)
    11. Dorothea Maria (1738–1799), ⚭ Johann Karl Ludwig zu Löwenstein-Wertheim-Virneburg (1740–1816), Sohn von Johann Ludwig Vollrath zu Löwenstein-Wertheim-Virneburg (1705–1790)
    12. Christian (1740–1750)
    13. Ludwig Friedrich (*/† 1741)
    14. Adolf (Hessen-Philippsthal-Barchfeld) (1743–1803), ⚭ Luise von Sachsen-Meiningen (1752–1805), Tochter von Anton Ulrich (Sachsen-Meiningen) (1687–1763)
      1. Friedrich (1782–1783)
      2. Karl (Hessen-Philippsthal-Barchfeld) (1784–1854), ⚭ (I) Auguste zu Hohenlohe-Ingelfingen (1793–1821), Tochter von Friedrich Ludwig zu Hohenlohe-Ingelfingen (1746–1818); ⚭ (II) Sophie zu Bentheim und Steinfurt (1794–1873), Tochter des Fürsten Ludwig Wilhelm Geldricus Ernst zu Bentheim und Steinfurt (1756–1817)
        1. Bertha Wilhelmine Caroline Luise Marie (1818–1888), ⚭ Ludwig zu Bentheim und Steinfurt (1812–1890)
        2. Emilie (1821–1836)
        3. Viktor (1824–1846)
        4. Alexander (1826–1841)
        5. Alexis (Hessen-Philippsthal-Barchfeld) (1829–1905), ⚭ Luise von Preußen (1829–1901), Tochter von Carl von Preußen (1801–1883)
        6. Wilhelm von Hessen-Philippsthal-Barchfeld (1831–1890), Admiral, ⚭ (I) Maria von Hanau und zu Hořowitz (1839–1917), Prinzessin von Ardeck, Tochter des Kurfürsten Friedrich Wilhelm I. (Hessen-Kassel) (1802–1875); ⚭ (II) Juliane zu Bentheim und Steinfurt (1842–1878); ⚭ (III) Adelheid zu Bentheim und Steinfurt (1840–1880), beides Töchter des Fürsten Ludwig zu Bentheim und Steinfurt (1812–1890); ⚭ (IV) Auguste von Schleswig-Holstein-Sonderburg-Glücksburg (1844–1932), Tochter von Friedrich (Schleswig-Holstein-Sonderburg-Glücksburg, 1814–1885) (1814–1885)
          1. (I) Friedrich Wilhelm (1858–1902), ⚭ Anne Hollingsworth-Price (1868–1945)
          2. (I) Carl Wilhelm (1861–1938), ⚭ Anne Elise Strehlow (1862–1938)
          3. (I) Sophie Auguste Elisabeth (1864–1919), ⚭ Ferdinand zu Ysenburg-Büdingen in Philippseich (1841–1920), Sohn des Grafen Georg Kasimir zu Ysenburg-Büdingen in Philippseich (1794–1875)
          4. (I) Alice (1867–1868)
          5. (I) Karoline Luise (1868–1959), ⚭ Rudolf zur Lippe (1856–1931), Sohn von Julius zur Lippe (1812–1884)
          6. (II) Bertha Luise (1874–1919), ⚭ Leopold IV. (Lippe) (1871–1949)
          7. (II) Chlodwig von Hessen-Philippsthal-Barchfeld (1876–1954), ⚭ Caroline zu Solms-Hohensolms-Lich (1877–1958), Tochter des Fürsten Hermann zu Solms-Hohensolms-Lich (1838–1899)
            1. Wilhelm von Hessen-Philippsthal-Barchfeld (1905–1942), gefallen, ⚭ Marianne von Preußen (1913–1983), Tochter von Friedrich Wilhelm von Preußen (1880–1925)
              1. Wilhelm Chlodwig Friedrich Ernst Hermann Paul Philipp Heinrich (* 1933), ⚭ Oda-Mathilde von Garmissen (1935–2017)
                1. Wilhelm (* 1963), ⚭ Susanne Alexandra von Kaufmann (* 1971)
                  1. Wilhelm Ernst Constantin (* 2005)
                  2. Philipp August (* 2006)
                  3. Konrad Alexander (* 2007)
                  4. Georg Friedrich Henning (* 2016)

                2. Otto (1965–2020), ⚭ Carla Blickhäuser (* 1974), gesch. 2017
                  1. Max Ernst-Ludwig (* 1999)
                  2. Elena Marie-Sophie (* 2000)
                  3. Moritz Philipp-Hubertus (* 2007)
                  4. Leopold Friedrich-Wilhelm (* 2009)

              2. Hermann Ernst Ludwig Joachim Hans Georg Hugo Alexander Wilhelm (1935–2019), ⚭ Monika Strachwitz von Groß-Zauche und Camminetz (* 1939)
                1. Verena Tosca Marianne (* 1972), ⚭ Felix von Saucken (* 1970)
                2. Alexis Wilhelm Manfred (* 1977)

              3. Johanna (* 1937), ⚭ (I) Alfons Kuhn (* 1924); ⚭ (II) Bruno Rieck (* 1927)

            2. Ernst Ludwig (1906–1934)
            3. Irene Sibylle Auguste Henriette (1907–1980), ⚭ Waldemar von Thomsen (1891–1977)
            4. Alexander Friedrich Ferdinand Ernst Karl Georg Ludwig Alexis (1911–1939)
            5. Victoria Cäcilie Marie Adelheid Bertha (1914–1998)

          8. (II) Eduard Ernst Alexis Hermann Philipp (1878–1879)
          9. (II) Julian Karl Georg Wilhelm (*/† 1878)
          10. (IV) Christian Ludwig Friedrich Adolf Alexis Wilhelm Ferdinand (1887–1971), ⚭ (I) Elizabeth Reid Rogers (1893–1957), 1915 Freifrau von Barchfeld; ⚭ (II) Ann Pearl Everett (1906–1972)
            1. Elisabeth Auguste Eunice Berta Karoline Luise-Christiane (1915–2003), ⚭ Jacques Olivetti (* 1909)
            2. Wilhelm Richard Christian Chlodwig Albert Carl Eduard Alexis (1917–1985), ⚭ Maria Lafontaine (* 1926)
            3. Waldemar Christian Victor Henry Philipp (1919–2002), ⚭ Ellen Hamilton (1922–2003)
              1. Alexander (* 1956), ⚭ Brigitte Göllner (1950–2009)
                1. Christian Friedrich Wilhelm Johann Waldemar Alexander (* 1984)
                2. Carl-Friedrich Philipp Heinrich Richard Alexander (* 1988)

              2. Heinrich Christian (* 1963)

            4. Marie Louise Olga Elvira Victoria (1921–1999), ⚭ Michel Savich (* 1924)

      3. Wilhelm von Hessen-Philippsthal-Barchfeld (1786–1834), ⚭ Juliane von Dänemark (1788–1850), Tochter von Friedrich von Dänemark (1753–1805)
      4. Georg Ludwig Karl Wilhelm Konstantin Christian (1787–1788)
      5. Ernst Friedrich Wilhelm Karl Ferdinand Philipp Ludwig (1789–1850)
      6. Charlotte Wilhelmine Georgine Ernestine (*/† 1794)

    15. August (*/† 1745)

  8. Sofie (1695–1728), ⚭ Herzog Peter August Friedrich von Schleswig-Holstein-Sonderburg-Beck (1697–1775), Generalfeldmarschall

#### Linie Hessen-Rotenburg
1. Ernst I. (Hessen-Rheinfels-Rotenburg) (1623–1693), ⚭ Maria Eleonore von Solms-Hohensolms (1632–1689), Tochter von Philipp Reinhard I. von Solms-Hohensolms (1593–1635); ⚭ 1690 Alexandrine von Dürnizl († 1754) → Vorfahren siehe oben (Linie Hessen-Kassel)
  1. Wilhelm I. (Hessen-Rotenburg) (1648–1725), gen. der Ältere ⚭ Maria Anna von Löwenstein-Wertheim (1652–1688)
    1. Eleonore (*/† 1674)
    2. Marie Eleonore von Hessen-Rotenburg (1675–1720), ⚭ Herzog Theodor Eustach (Pfalz-Sulzbach) (1659–1732)
    3. Elisabeth Catharina Felicitas von Hessen-Rotenburg (1677–1739), ⚭ Fürst Franz Alexander (Nassau-Hadamar) (1674–1711)
    4. Sophie (*/† 1678)
    5. Maria Amelie Wilhelmine (* 1679)
    6. Johannetta von Hessen-Rotenburg (1680–1766)
    7. Ernestina von Hessen-Rotenburg (1681–1732), ⚭ Roberto, conde de La Cerda de Villalonga (1683–1728), Sohn von Tomás Antonio de la Cerda y Aragón (1638–1692), Vizekönigs von Neuspanien
    8. Ernst II. Leopold (Hessen-Rotenburg) (1684–1749), ⚭ Eleonore Maria Anna von Löwenstein-Wertheim (1686–1753), Tochter des Fürsten Maximilian Karl (Löwenstein-Wertheim-Rochefort) (1656–1718)
      1. Joseph von Hessen-Rotenburg (1705–1744), ⚭ Christina von Salm-Neufville (1707–1775), Tochter von Fürst Ludwig Otto zu Salm (1674–1738)
        1. Viktoria von Hessen-Rotenburg (1728–1792), ⚭ Charles de Rohan, prince de Soubise (1715–1787), Marschall von Frankreich
        2. Maria Louise von Hessen-Rotenburg (1729–1800), ⚭ Fürst Maximilian zu Salm-Salm (1732–1773)
        3. Leopoldine Dorothea Elisabeth Marie (1731–??)
        4. Ernest (1735–1742)

      2. Polyxena von Hessen-Rotenburg-Rheinfels (1706–1735), ⚭ König Karl Emanuel III. (Savoyen) (1701–1773)
      3. Wilhelmine Magdalene (1707–1708)
      4. Wilhelm (1708)
      5. Sophie (1709–1711)
      6. Alexander von Hessen-Rotenburg (1710–1739), gefallen
      7. Eleonore Philippina (1712–1759), ⚭ Pfalzgraf Johann Christian Joseph (Pfalz-Sulzbach) (1700–1733)
      8. Caroline von Hessen-Rotenburg (1714–1741), ⚭ Louis IV. Henri de Bourbon, prince de Condé (1692–1740)
      9. Konstantin (Hessen-Rotenburg) (1716–1778), ⚭ (I) Maria Eva Sophia von Starhemberg (1722–1773), Tochter des Grafen Konrad Sigismund von Starhemberg (1689–1727); ⚭ (II) 1773 Johanna Henriette von Bombelles (1751–1822), „Gräfin von Reichenberg“
        1. Karl Emanuel (Hessen-Rotenburg) (1746–1812), ⚭ (I) Leopoldine von Liechtenstein (1754–1823), Tochter des Fürsten Franz Josef I. (Liechtenstein) (1726–1781); (II) außereheliche Nachkommen mit Lucie Juliane Struve (1769–nach 1828), Tochter von Johann Conrad Struve („Freiherren von Blumenstein“)
          1. (I) Victor Amadeus (Hessen-Rotenburg) (1779–1834) ⚭ (I) 1799 Leopoldine von Fürstenberg (1781–1806); ⚭ (II) 1812 Elisabeth zu Hohenlohe-Langenburg (1790–1830), Tochter von Karl Ludwig (Hohenlohe-Langenburg); ⚭ (III) 1831 Eleonore zu Salm-Reifferscheidt-Krautheim (1799–1851) → Linie ausgestorben
          2. (I) Chlotilde (1787–1869), ⚭ Fürst August Theodor von Hohenlohe-Bartenstein (1788–1844), Sohn des Fürsten Ludwig Aloys (Hohenlohe-Waldenburg-Bartenstein) (1765–1829), Marschall von Frankreich

        2. (I) Clementina von Hessen-Rotenburg (1747–1813), Äbtissin in Susteren, Limburg
        3. (I) Hedwig von Hessen-Rotenburg (1748–1801), ⚭ Jacques Léopold de La Tour d’Auvergne (1746–1802), Herzog von Bouillon
        4. (I) Alois (1749)
        5. (I) Christian von Hessen-Rotenburg (1750–1782), Priester
        6. (I) Carl Constantin von Hessen-Rheinfels-Rotenburg (1752–1821), französischer General, gen. Citoyen Hesse
        7. (I) Maria Antonie Friederica Josepha (1753–1823)
        8. (I) Wilhelmina von Hessen-Rotenburg (1755–1816), Nonne
        9. (I) Leopoldine Luisa Maria (1756–1761)
        10. (I) Ernst von Hessen-Rotenburg (1758–1784), gefallen, ⚭ Christine von Bardeleben (1765–1835), Tochter von Generalleutnant Ernst Christoph von Bardeleben (1716–1784)
          1. Ernst Viktor (1782–1787)

        11. (I) Friederike Christina Maria (1760)
        12. (II) Ernst von Blumenstein (1796–1875), ⚭ 1818 Johanna Caroline Friederike von Meyerfeld (1799–1866)
          1. Viktor Gustav von Blumenstein (*/† 1823)
          2. Karl Friedrich von Blumenstein (1823–1867), ⚭ 1852 Klothilde von Kaltenborn-Stachau (1834–1872)
            1. Rudolf (1855–?), ⚭ (I) 1885 Henriette Fossard de Lillebonne (1859–1889); ⚭ II) 1894 Margarete Klapp (1872–?)
            2. Ernst (1859–1913), ⚭ 1892 Emma Becker (1868–1922)
              1. Ernst (1902–?), ⚭ 1930 Marianne Christine Wilhelmine Weiland (1908–)
                1. Ernst Heinrich Paul (* 1931)
                2. Bärbel (* 1935)

              2. Ziliaris Clothilde (1893–?), ⚭ (I) 1916 Walter Mylius; ⚭ (II) 1938 Walter Schröder
              3. Julie Hermine (1893–?), ⚭ 1918 Adolf Knab
              4. Carola (1894–?) ⚭ 1922 Eugen Lexis
              5. Julie (1858–1927)
              6. Claudine (1862–?)

          3. Ernst Karl Friedrich von Blumenstein (1824–1887), ⚭ 1852 Johanna Maria Anna d’Orville (1832–1911)
            1. Ernst(1853–1890)
            2. Hermann (1857–1883)
            3. Ferdinand (1860–1923), ⚭ 1896 Else von Knorr (1874–?)
              1. Olga-Mathilde (* 1909)
              2. Ernst-Viktor (* 1911)
              3. Ernst-Chlodwig (* 1912)

            4. Magdalena Johanna (1863–1912)
            5. Klothilde (1867–1949), ⚭ 1887 Julius von Knoblauch zu Hatzbach († 1907)

          4. Tochter (*/† 1821)
          5. Klothilde (1829–1906), ⚭ 1870 Ferdinand von Meyerfeld († 1882)
          6. Amalie (1834–1895)
          7. Juliane (Julie, Lilli) Elisabeth Christiane (1837–1924), ⚭ 1855 Louis von Hesberg (1824–1909), General der Kavallerie
          8. Jenny (1840–1911); ⚭ 1873 Karl von Wehren († 1900)

      10. Christine von Hessen-Rotenburg (1717–1778), ⚭ Ludwig Viktor von Savoyen-Carignan (1721–1778), Fürst von Carignan

    9. (Illegitim mit Maria Antonia von Fechenbach, 1654–1733) Philipp Edler von Sommerau (1679–1758), ⚭ (I) Anna Sidonie von Riedt-Kettig genannt von Bassenheim (1682–1713), ⚭ (II) 1723 Eleonora von Jurmanowitz
      1. (I) Georg Karl Anton (1710–1754), ⚭ 1733 Carolina Franziska Barbara Marianne Reichsfreiin von Crailsheim zu Rügland († 1751)
        1. Johann Nepomuck Nikolaus (* 1740), starb jung
        2. Gottfried Wilhelm Christoph, Freiherr von Sommerau (1743–um 1807), ⚭ Klara von Summer (1747–1807)
          1. Karl (* 1766/67–1779)
          2. Maximilian Joseph Gottfried von Sommerau Beeckh (1769–1853), Kardinal, Fürstbischof von Olmütz

        3. Anton Ernst Christian (*/†1744)
        4. Johanna Nepomucena Juliana Ernestina (1735–1789), ⚭ 1758 Christoph Franz Veit Fuchs von Bimbach (1728–1784)
        5. Maria Anna Carolina Elisabetha (1748–?), ⚭ N.N. von Mumhart

      2. (I) Ernestine Franziska Eleonore (1708–1710)

  2. Karl (Hessen-Wanfried) (1649–1711), Landgraf von Hessen-Wanfried ⚭ (I) Sophie Magdalene von Salm-Reifferscheid (1646/56–1675), Tochter des Grafen Erich Adolf von Salm-Reifferscheid; ⚭ (II) Alexandrine Juliane von Leiningen-Dachsburg (1651–1703), Tochter des Grafen Enrico von Leiningen-Dachsburg, Witwe des Landgrafen Georg III. (Hessen-Darmstadt) (1632–1676)
    1. (I) Carl Ernst Adolf (1669)
    2. (I) Maria Eleonora Anna (1670–1671)
    3. (I) Wilhelm II. (Hessen-Wanfried-Rheinfels) (1671–1731), Landgraf von Hessen-Wanfried, ⚭ Ernestine Theodora von Pfalz-Sulzbach (1697–1775), Tochter von Theodor Eustach (Pfalz-Sulzbach) (1659–1732)
    4. (I) Friedrich (1673–1692), Domherr in Köln
    5. (I) Philipp (1674–1694)
    6. (II) Charlotte Amalie von Hessen-Wanfried (1679–1722), ⚭ Franz II. Rákóczi (1676–1735), Fürst von Siebenbürgen, Herzog von Munkacz und Makowicz
    7. (II) Ernst (1680)
    8. (II) Sophia Leopoldina von Hessen-Wanfried (1681–1724), ⚭ Philipp Karl zu Hohenlohe-Bartenstein (1668–1729), kaiserlicher Kammerherr in Wetzlar
    9. (II) Carl Alexander (1683–1684)
    10. (II) Maria Anna Johanna (1685–1764)
    11. (II) Maria Therese Elisabeth Josepha (1687–1689)
    12. (II) Christina Francisca von Hessen-Wanfried (1688–1728), ⚭ Fürst Dominik Marquard zu Löwenstein-Wertheim-Rochefort (1690–1735)
    13. (II) Christian (Hessen-Wanfried-Rheinfels) (1689–1755), Landgraf von Hessen-Wanfried, ⚭ Franziska zu Hohenlohe-Bartenstein (1698–1757), Tochter von Philipp Karl zu Hohenlohe-Bartenstein (1668–1729), kaiserlicher Kammerherr in Wetzlar → Linie ausgestorben
    14. (II) Julian Elisabeth Anna Luise (1690–1724), ⚭ Graf Christian Otto von Limburg-Styrum
    15. (II) Maria (1693)
    16. (II) Eleonora Bernardina von Hessen-Wanfried (1695–1768), ⚭ Graf Hermann Friedrich von Bentheim-Tecklenburg

  3. (Illegitim) Burkhard von Cornberg, legitimiert 1723 († nach 1736), ⚭ 1721 N.N. von Leonrod
  4. (Illegitim) Philipp (1704)

### Linie Hessen-Darmstadt
1. Georg I. (Hessen-Darmstadt) (1547–1596), ⚭ (I) Magdalena zur Lippe (1552–1587), Tochter des Grafen Bernhard VIII. (Lippe) (1527–1563); ⚭ (II) Eleonore von Württemberg (1552–1618), Tochter des Herzogs Christoph (Württemberg) (1515–1568); → Vorfahren siehe oben
  1. Philipp Wilhelm (1576)
  2. Ludwig V. (Hessen-Darmstadt) (1577–1626), ⚭ Magdalena von Brandenburg (1582–1616), Tochter des Kurfürsten Johann Georg (Brandenburg) (1525–1598)
    1. Elisabeth Magdalena von Hessen-Darmstadt (1600–1624), ⚭ Ludwig Friedrich (Württemberg-Mömpelgard) (1586–1631)
    2. Anna Eleonore von Hessen-Darmstadt (1601–1659), ⚭ Georg von Braunschweig und Lüneburg-Calenberg (1582–1641)
    3. Marie (1602–1610)
    4. Sophie Agnes (1604–1664), ⚭ Pfalzgraf Johann Friedrich (Pfalz-Hilpoltstein) (1587–1644)
    5. Georg II. (Hessen-Darmstadt) (1605–1661), ⚭ Sophia Eleonore von Sachsen (1609–1671), Tochter des Kurfürsten Johann Georg I. (Sachsen) (1585–1656)
      1. Ludwig VI. (Hessen-Darmstadt) (1630–1678), ⚭ (I) Marie Elisabeth von Schleswig-Holstein-Gottorf (1634–1665), Tochter des Herzogs Friedrich III. (Schleswig-Holstein-Gottorf) (1597–1659); ⚭ (II) Elisabeth Dorothea von Sachsen-Gotha-Altenburg (1640–1709), Tochter des Herzogs Ernst I. (Sachsen-Gotha-Altenburg) (1601–1675)
        1. Magdalene Sibylle von Hessen (1652–1712), ⚭ Herzog Wilhelm Ludwig (Württemberg) (1647–1677)
        2. Sophie Eleonore (*/† 1653)
        3. Georg (1654–1655)
        4. Marie Elisabeth von Hessen-Darmstadt (1656–1715), ⚭ Herzog Heinrich (Sachsen-Römhild) (1650–1710)
        5. Auguste Magdalene von Hessen-Darmstadt (1657–1674)
        6. Ludwig VII. (Hessen-Darmstadt) (1658–1678)
        7. Friedrich (1659–1676)
        8. Sophie Marie von Hessen-Darmstadt (1661–1712), ⚭ Christian (Sachsen-Eisenberg) (1653–1707)
        9. Ernst Ludwig (Hessen-Darmstadt, Landgraf) (1667–1739), ⚭ (I) Dorothea Charlotte von Brandenburg-Ansbach (1661–1705), Tochter des Markgrafen Albrecht II. (Brandenburg-Ansbach) (1620–1667); ⚭ (II) (morganatisch) Luise Sophie von Spiegel (1690–1751), „Gräfin von Eppstein“; → Nachfahren siehe unten ab Ernst Ludwig (Hessen-Darmstadt, Landgraf)
        10. Georg von Hessen-Darmstadt (1669–1705), kaiserl. Feldmarschall
        11. Sophia Louisa von Hessen-Darmstadt (1670–1758), ⚭ Fürst Albrecht Ernst II. (Oettingen-Oettingen) (1669–1731)
        12. Philipp von Hessen-Darmstadt (1671–1736), ⚭ Marie Therese von Croy (1673–1714), Tochter von Ferdinand François Joseph von Croy (1644–1694)
          1. Joseph Ignaz Philipp von Hessen-Darmstadt (1699–1768), Fürstbischof von Augsburg
          2. Wilhelm Ludwig (1704; jung gestorben)
          3. Theodora (1706–1784), ⚭ Antonio Ferrante Gonzaga (1687–1729), Herzog von Guastalla
          4. Leopold (1708–1764), kaiserl. Feldmarschall, ⚭ Henriette Marie d’Este (1702–1777), Tochter von Rinaldo d’Este (1655–1737)
          5. Karl (1710)

        13. Johann (1672–1673)
        14. Heinrich von Hessen-Darmstadt (1674–1741)
        15. Elisabeth Dorothea von Hessen-Darmstadt (1676–1721), ⚭ Landgraf Friedrich III. (Hessen-Homburg) (1673–1746)
        16. Friedrich von Hessen-Darmstadt (1677–1708)

      2. Magdalena Sybilla (1631–1651)
      3. Georg III. (Hessen-Darmstadt) (1632–1676), ⚭ (I) 1661 Dorothea Auguste von Schleswig-Holstein-Sonderburg (1636–1662), Tochter von Herzog Johann Christian (Schleswig-Holstein-Sonderburg) (1607–1653); ⚭ (II) (1667) Juliane Alexandrine von Leiningen-Heidesheim (1651–1703), Tochter des Grafen Emich XII. von Leiningen
        1. (II) Sofie Juliane (1668–1668)
        2. (II) Eleonore (1669–1714)
        3. (II) Magdalene Sibylle (1671–1720)

      4. Sophie Eleonore von Hessen-Darmstadt (1634–1663), ⚭ Landgraf Wilhelm Christoph (Hessen-Homburg) (1625–1681)
      5. Elisabeth Amalie von Hessen-Darmstadt (1635–1709), ⚭ Kurfürst Philipp Wilhelm (Pfalz) (1615–1690)
      6. Luise Christine (1636–1697), ⚭ Graf Christoph Ludwig zu Stolberg-Ortenberg (1634–1704), Sohn des Grafen Johann Martin zu Stolberg (1594–1669)
      7. Anna Maria (1637–1637)
      8. Anna Sophia von Hessen-Darmstadt (1638–1683), Äbtissin von Quedlinburg
      9. Amalia Juliana (1639)
      10. Henriette Dorothea (1641–1672), ⚭ Graf Johann II. von Waldeck-Landau (1623–1680), Sohn des Grafen Christian (Waldeck) (1585–1637)
      11. Johann (1642–1643)
      12. Augusta Philippina (1643–1672)
      13. Agnes (1645)
      14. Marie Hedwig von Hessen-Darmstadt (1647–1680), ⚭ Herzog Bernhard I. (Sachsen-Meiningen) (1649–1706)

    6. Juliane von Hessen-Darmstadt (1606–1659), ⚭ Graf Ulrich II. (Ostfriesland) (1605–1648)
    7. Amalie (1607–1627)
    8. Johannes (Hessen-Braubach) (1609–1651)
    9. Heinrich (1612–1629)
    10. Hedwig (1613–1614)
    11. Ludwig (1614)
    12. Friedrich von Hessen-Darmstadt (1616–1682), Kardinal
    13. außerehelich Ludwig von Hörnigk (1600–1667)

  3. Christine (1578–1596), ⚭ Graf Friedrich Magnus von Erbach (1575–1618), Sohn des Grafen Georg III. von Erbach (1548–1605)
  4. Elisabeth von Hessen-Darmstadt (1579–1655), ⚭ Graf Johann Casimir (Nassau-Weilburg) (1577–1602)
  5. Marie Hedwig (1580–1582)
  6. Philipp III. (Hessen-Butzbach) (1581–1643), ⚭ (I) Anna Margaretha von Diepholz (1581–1629), Tochter des Grafen Friedrich II. von Diepholz (1555–1585); ⚭ (II) Christina Sophia von Ostfriesland (1609–1658), Tochter des Grafen Enno III. (Ostfriesland) (1563–1625)
  7. Anna (1583–1631), ⚭ Graf Albert Otto I. von Solms-Laubach (1576–1610), Sohn des Grafen Johann Georg von Solms-Laubach (1546–1600)
  8. Friedrich I. (Hessen-Homburg) (1585–1638), ⚭ Margarete Elisabeth von Leiningen-Westerburg (1604–1667), Tochter des Grafen Christoph von Leiningen-Westerburg; → Nachfahren siehe unten (Linie Hessen-Homburg)
  9. Magdalene (1586)
  10. Johann (1587)
  11. Heinrich (1590–1601)

#### Linie Hessen-Darmstadt (ab Ernst Ludwig (Hessen-Darmstadt, Landgraf))
1. Ernst Ludwig (Hessen-Darmstadt, Landgraf) (1667–1739), ⚭ (I) Dorothea Charlotte von Brandenburg-Ansbach (1661–1705), Tochter des Markgrafen Albrecht II. (Brandenburg-Ansbach) (1620–1667); ⚭ (II) 1627 (morganatisch) Luise Sophie von Spiegel (1690–1751), „Gräfin von Eppstein“; → Vorfahren siehe oben
  1. (I) Dorothea Sophie (1689–1723) ⚭ 1710 Graf Johann Friedrich von Hohenlohe-Öhringen (1683–1765)
  2. (I) Ludwig VIII. (Hessen-Darmstadt) (1691–1768), ⚭ Charlotte von Hanau-Lichtenberg (1700–1726), Tochter des Grafen Johann Reinhard III. (Hanau) (1665–1736)
    1. Ludwig IX. (Hessen-Darmstadt) (1719–1790), ⚭ (I) Karoline von Pfalz-Zweibrücken (1721–1774), Tochter von Christian III. (Pfalz-Zweibrücken); ⚭ (II) (morganatisch) Marie Adélaïde Cheirouze, „Comtesse von Lemberg“ (* ca. 1752)
      1. (I) Karoline von Hessen-Darmstadt (1746–1821), ⚭ Friedrich V. (Hessen-Homburg) (1748–1820)
      2. (I) Friederike Luise von Hessen-Darmstadt ⚭ König Friedrich Wilhelm II. (Preußen) (1744–1797)
      3. (I) Ludwig I. (Hessen-Darmstadt) (1753–1830), Großherzog von Hessen und bei Rhein, ⚭ Luise Henriette Karoline von Hessen-Darmstadt (1761–1829), Tochter von Georg Wilhelm von Hessen-Darmstadt (1722–1782)
        1. Ludwig II. (Hessen-Darmstadt) (1777–1848), ⚭ Wilhelmine Luise von Baden (1788–1836), Tochter von Karl Ludwig von Baden (1755–1801)
          1. Ludwig III. (Hessen-Darmstadt) (1806–1877), ⚭ Mathilde Karoline von Bayern (1813–1862), Tochter des Königs Ludwig I. (Bayern) (1786–1868)
          2. Karl Wilhelm Ludwig von Hessen (1809–1877), ⚭ Elisabeth von Preußen (1815–1885), Tochter des Prinzen Friedrich Wilhelm Karl von Preußen (1783–1851)
            1. Ludwig IV. (Hessen-Darmstadt) (1837–1892), ⚭ Alice von Großbritannien und Irland (1843–1878), Tochter von Albert von Sachsen-Coburg und Gotha (1819–1861)
              1. Viktoria von Hessen-Darmstadt (1863–1950), ⚭ Ludwig Alexander von Battenberg (1854–1921)
              2. Elisabeth von Hessen-Darmstadt (1864–1918), ermordet ⚭ Großfürst Sergei Alexandrowitsch Romanow (1857–1905)
              3. Irene von Hessen-Darmstadt (1866–1953), ⚭ Prinz Albert Wilhelm Heinrich von Preußen (1862–1929)
              4. Ernst Ludwig (Hessen-Darmstadt) (1868–1937), ⚭ (I) 1894 Victoria Melita von Sachsen-Coburg und Gotha (1876–1936), Tochter des Herzogs Alfred (Sachsen-Coburg und Gotha) (1844–1900); ⚭ (II) 1905 Eleonore zu Solms-Hohensolms-Lich (1871–1937), Tochter von Fürst Hermann zu Solms-Hohensolms-Lich (1838–1899)
                1. (I) Elisabeth von Hessen-Darmstadt (1895–1903)
                2. (I) (Kind) (1900)
                3. (II) Georg Donatus von Hessen-Darmstadt (1906–1937), ⚭ Cecilia von Griechenland (1911–1937), Tochter von Andreas von Griechenland (1882–1944)
                  1. Ludwig Ernst Andreas (1931–1937)
                  2. Alexander Georg Karl Heinrich (1933–1937)
                  3. Johanna Marina Eleonore (1936–1939)
                  4. (Sohn) (1937)

                4. (II) Ludwig von Hessen-Darmstadt (1908–1968), ⚭ Margaret Geddes (1913–1997)
→ Linie ausgestorben (siehe auch Flugunfall von Ostende)

              5. Friedrich Wilhelm (1870–1873)
              6. Alix von Hessen-Darmstadt (1872–1918), ⚭ Zar Nikolaus II. (Russland) (1868–1918), ermordet
              7. Marie (1874–1878)

            2. Heinrich von Hessen-Darmstadt (1838–1900) ⚭ (I) Caroline Willich gen. von Pöllnitz (1848–1879), 1878 „Freifrau von Nidda“; ⚭ (II) Emilie Hrzic de Topuska (1868–1961), 1895 „Freifrau von Dornberg“
              1. (I) Karl (1879–1920), „Graf von Nidda“ 1883
              2. (II) Elimar (1893–1917), „Freiherr von Dornberg“

            3. Anna von Hessen-Darmstadt (1843–1865), ⚭ Großherzog Friedrich Franz II. (Mecklenburg) (1823–1883)
            4. Wilhelm von Hessen-Darmstadt (1845–1900) ⚭ 1884 Josephine Bender, „Frau von Lichtenberg“ (1857–1942)
              1. Gottfried Ludwig Joseph Wilhelm von Lichtenberg (1877–1914), ⚭ 1901 Elisabeth Müller (1880–1961)
                1. Gottfried Wilhelm Joseph Ludwig von Lichtenberg (1902–1958), ⚭ 1942 Sylvia Traute Knispel (* 1921)
                  1. Alexandra von Lichtenberg (* 1946); ⚭ 1971 Rainer de Neufville

          3. Elisabeth (1821–1826)
          4. Alexander von Hessen-Darmstadt (1823–1888), später Battenberg, ⚭ (morganatisch) Julia Hauke (1825–1895), Tochter des russ. Grafen Hans Moritz Hauke (1775–1830);
→ Nachfahren siehe unten (Haus Battenberg)
          5. Marie von Hessen-Darmstadt (1824–1880), ⚭ Zar Alexander II. (Russland) (1818–1881)

        2. Louise von Hessen-Darmstadt (1779–1811), ⚭ Ludwig von Anhalt-Köthen (1778–1802)
        3. Georg von Hessen-Darmstadt (1780–1856) ⚭ Karoline Ottilie (1786–1862), Tochter des Andras Török de Szendrő, 1804 „Freifrau von Menden“, 1808 „Gräfin von Nidda“, 1821 „Prinzessin von Nidda“
          1. Luise Charlotte Georgine Wilhelmine (1804–1833), „Prinzessin von Nidda“ 1821 ⚭ 1829 Luca Bourbon, Marchese del Monte Santa Maria
          2. außerehelich mit Gräfin Adelheid Resty: Anna Seeger (ca. 1803–ca. 1856), „Freiin von Hessthal“ ⚭ 1826 Michele Antonini

        4. Friedrich von Hessen-Darmstadt (1788–1867), General der Infanterie
        5. Emil von Hessen-Darmstadt (1790–1856)
        6. Gustav (1791–1806)

      4. (I) Amalie von Hessen-Darmstadt (1754–1832), ⚭ Erbherzog Karl Ludwig von Baden (1755–1801)
      5. (I) Wilhelmina Luisa von Hessen-Darmstadt (1755–1776), ⚭ Zar Paul I. (Russland) (1754–1801)
      6. (I) Luise von Hessen-Darmstadt (1757–1830) ⚭ Großherzog Carl August von Sachsen-Weimar-Eisenach (1757–1828)
      7. (I) Friedrich von Hessen-Darmstadt (1759–1802)
        1. außerehelich mit Katharina Wenedick: Lisette Timothea (1799–?)
        2. außerehelich mit Katharina Wenedick: Friedrich (1800–nach 1822)

      8. (I) Christian von Hessen-Darmstadt (1763–1830)
        1. außerehelich mit Ernestine Rosine Flachsland: Ludwig von Hessenzweig (1761–1774)

    2. Charlotte Wilhelmine Friederike (1720–1721)
    3. Georg Wilhelm von Hessen-Darmstadt (1722–1782), ⚭ Maria Luise Albertine zu Leiningen-Dagsburg-Falkenburg (1729–1818), Tochter von Graf Christian Karl Reinhard (Leiningen-Dagsburg-Falkenburg) (1695–1766)
      1. Ludwig Georg Karl von Hessen-Darmstadt (1749–1823), ⚭ (morganatisch) Friederike Schmidt, „Freifrau von Hessenheim“ (1751–1803)
        1. außerehelich mit Luise Pfahler: Friederike Luise Weiß zum Weißenstein (1792–1854)
        2. außerehelich mit Eva Margarethe Kämmerer, „Frau von Adlersberg“: Friederike Elisabetha von Adlersberg (1811–1885), ⚭ 1831 Karl von Trotha († 1891)

      2. Georg Friedrich (1750)
      3. Friederike Caroline Luise von Hessen-Darmstadt (1752–1782), ⚭ Herzog Karl II. (Mecklenburg) (1741–1816)
      4. Georg Karl von Hessen-Darmstadt (1754–1830)
      5. Charlotte von Hessen-Darmstadt (1755–1785), ⚭ Herzog Karl II. (Mecklenburg) (1741–1816)
      6. Karl Wilhelm Georg von Hessen-Darmstadt (1757–1795)
      7. Friedrich Georg August von Hessen-Darmstadt (1759–1808), ⚭ (morganatisch) Karoline Luise Salome Seitz (1768–1812), „Frau von Friedrich“
        1. Ferdinand August (1800–1879), „Freiherr von Friedrich“, ⚭ Anna Werr (1804–1844)
          1. Agnes Franziska Ferdinande (1828–1889), „Freifrau von Friedrich“, ⚭ Arwied von Witzleben (1823–1883)

      8. Luise Henriette Karoline von Hessen-Darmstadt (1761–1829), ⚭ Großherzog Ludwig I. (Hessen-Darmstadt) (1753–1830)
      9. Auguste Wilhelmine Maria von Hessen-Darmstadt (1765–1796), ⚭ König Maximilian I. Joseph (Bayern) (1756–1825)

    4. Karoline Luise von Hessen-Darmstadt (1723–1783), ⚭ Großherzog Karl Friedrich (Baden) (1728–1811)
    5. Auguste (1725–1742)
    6. Johann Friedrich Karl (1726–1746)

  3. (I) Karl Wilhelm von Hessen-Darmstadt (1693–1707)
  4. (I) Franz Ernst von Hessen-Darmstadt (1695–1716)
  5. (I) Friederike Charlotte von Hessen-Darmstadt (1698–1777), ⚭ Prinz Maximilian von Hessen-Kassel (1689–1753), Feldmarschall
  6. (II) Louisa Charlotte (1727–1753), „Gräfin von Eppstein“
  7. (II) Friederika Sophia (1730–1770), „Gräfin von Eppstein“, ⚭ Johann Karl Ludwig Christian Freiherr von Pretlack (1716–1781), Generalfeldmarschall-Lieutenant und Kammerherr, Sohn von Johann Rudolf Victor von Pretlack (1668–1737)
  8. außerehelich mit Charlotte von Forstner (1686–1727), ⚭ Friedrich Carl Ludwig von Hohenstein zu Fürstenfeld (1711–ca. 1715)

#### Linie Hessen-Homburg
1. Friedrich I. (Hessen-Homburg) (1585–1638), ⚭ Margarete Elisabeth von Leiningen-Westerburg (1604–1667), Tochter des Grafen Christoph von Leiningen-Westerburg; → Vorfahren siehe oben (Linie Hessen-Darmstadt)
  1. Ludwig Philipp (1623–1643)
  2. Georg (1624)
  3. Wilhelm Christoph (Hessen-Homburg) (1625–1681), ⚭ (I) Sophie Eleonore von Hessen-Darmstadt (1634–1663), Tochter von Georg II. (Hessen-Darmstadt) (1605–1661); ⚭ (II) Anna Elisabeth von Sachsen-Lauenburg (1624–1688), Tochter von Herzog August (Sachsen-Lauenburg) (1577–1656)
    1. Friedrich (1651)
    2. Christina Wilhelmina (1653–1722), ⚭ Friedrich zu Mecklenburg (1638–1688)
    3. Leopold George (1654–1675)
    4. Friedrich (1655)
    5. Wilhelm (1656)
    6. Carl Wilhelm (1658)
    7. Philipp (1659)
    8. Magdalene Sophie (1660–1720), ⚭ Wilhelm Moritz zu Solms-Greifenstein (1651–1724)
    9. Friedrich Wilhelm (1662–1663)

  4. Georg Christian (Hessen-Homburg) (1626–1677), ⚭ Anna Catharina von Pogwisch, verwitwete von Ahlefeldt (1633–1694)
  5. Anna Margarete von Hessen-Homburg (1629–1686), ⚭ Herzog Philipp Ludwig (Schleswig-Holstein-Sonderburg-Wiesenburg) (1620–1689)
  6. Friedrich II. (Hessen-Homburg) (1633–1708), Prinz von Homburg, ⚭ (I) Margareta Brahe (1603–1669); ⚭ (II) Luise Elisabeth von Kurland (1646–1690), Tochter von Jakob Kettler (1610–1682), Herzog von Kurland; ⚭ (III) Gräfin Sophie Sybille von Leiningen-Westerburg-Oberbronn (1656–1724)
    1. (II) Charlotte von Hessen-Homburg (1672–1738), ⚭ Johann Ernst III. (Sachsen-Weimar) (1664–1707)
    2. (II) Friedrich III. (Hessen-Homburg) (1673–1746), ⚭ (I) Elisabeth Dorothea von Hessen-Darmstadt (1676–1721), Tochter des Landgrafen Ludwig VI. (Hessen-Darmstadt) (1630–1678; ⚭ (II) Christiane Charlotte von Nassau-Ottweiler (1685–1761), Tochter von Graf Friedrich Ludwig (Nassau-Ottweiler) (1651–1728)
      1. Friederica Dorothea Sophia Ernestine (1701–1704)
      2. Friedrich Wilhelm Ludwig (1701–1709)
      3. Louisa Wilhelmine Eleonora Francisca (1703–1704)
      4. Ludwig Gruno von Hessen-Homburg (1705–1745), ⚭ Anastassija Trubezkaja (1700–1755), verw. Fürstin Cantimir
      5. Johann Karl von Hessen-Homburg (1706–1728)
      6. Ernestine Louisa Dorothea Charlotta (1707)
      7. Friedrich Ulrich Ludwig Philipp (1721)

    3. (II) Karl Christian (1674–1695), gefallen im Pfälzischen Erbfolgekrieg bei Namur
    4. (II) Hedwig Luise von Hessen-Homburg (1675–1760), ⚭ Adam Friedrich von Schlieben (1677–1752)
    5. (II) Philipp von Hessen-Homburg (1676–1703), gefallen in der Schlacht am Speyerbach
    6. (II) Wilhelmina Maria (1678–1770), ⚭ Graf Anton II. von Aldenburg (1681–1738)
    7. (II) Eleonore Margarete von Hessen-Homburg (1679–1763)
    8. (II) Elisabeth Juliana Francisca (1681–1707), ⚭ Friedrich Wilhelm I. Adolf (Nassau-Siegen) (1680–1722)
    9. (II) Johanna Ernestina Henriette (1682–1698)
    10. (II) Ferdinand (1683)
    11. (II) Karl Ferdinand (1684–1688)
    12. (II) Kasimir Wilhelm von Hessen-Homburg (1690–1726), ⚭ Christine Charlotte zu Solms-Braunfels (1690–1751), Tochter des Grafen Wilhelm Moritz zu Solms-Greifenstein und Braunfels (1651–1724)
      1. Friedrich IV. (Hessen-Homburg) (1724–1751), ⚭ Ulrike Luise zu Solms-Braunfels (1731–1792), Tochter des Fürsten Friedrich Wilhelm (Solms-Braunfels) (1696–1761)
        1. Friedrich V. (Hessen-Homburg) (1748–1820), ⚭ Karoline von Hessen-Darmstadt (1746–1821), Tochter von Ludwig IX. (Hessen-Darmstadt) (1719–1790)
          1. Friedrich VI. (Hessen-Homburg) (1769–1829), ⚭ Elisabeth von Großbritannien, Irland und Hannover (1770–1840), Tochter des Königs Georg III. (Vereinigtes Königreich) (1738–1820)
          2. Ludwig (Hessen-Homburg) (1770–1839), ⚭ Augusta Amalia von Nassau-Usingen (1778–1846), Tochter des Fürsten Friedrich August (Nassau-Usingen) (1738–1816)
          3. Karoline von Hessen-Homburg (1771–1854), ⚭ Fürst Ludwig Friedrich II. (Schwarzburg-Rudolstadt) (1767–1807)
          4. Luise Ulrike von Hessen-Homburg (1772–1854), ⚭ 1793 Prinz Carl Günther von Schwarzburg-Rudolstadt (1771–1825), Sohn von Fürst Friedrich Karl (Schwarzburg-Rudolstadt) (1736–1793)
          5. Amalie von Hessen-Homburg (1774–1846), ⚭ Erbprinz Friedrich von Anhalt-Dessau (1769–1814)
          6. Auguste von Hessen-Homburg (1776–1871), ⚭ Erbgroßherzog Friedrich Ludwig zu Mecklenburg (1778–1819)
          7. Philipp (Hessen-Homburg) (1779–1846), ⚭ (morganatisch) Rosalie Antonie, Freifrau Schimmelpfennig von der Oye, „Gräfin von Naumburg“ (1806–1845)
          8. Viktor (1778–1780)
          9. Gustav (Hessen-Homburg) (1781–1848), ⚭ Luise Friederike von Anhalt-Dessau (1798–1858), Tochter von Friedrich von Anhalt-Dessau (1769–1814)
            1. Caroline von Hessen-Homburg (1819–1872), ⚭ Heinrich XX. (Reuß-Greiz) (1794–1859)
            2. Elisabeth Louise Friederike (1825–1864)
            3. Friedrich Ludwig Heinrich Gustav (1830–1848)

          10. Ferdinand (Hessen-Homburg) (1783–1866) → Linie ausgestorben
          11. Maria Anna Amalie von Hessen-Homburg (1785–1846), ⚭ Friedrich Wilhelm Karl von Preußen (1783–1851)
          12. Leopold von Hessen-Homburg (1787–1813), gefallen in der Schlacht bei Großgörschen

        2. Maria Christina Charlotte Wilhelmina (1748–1750)

      2. Eugen Casimir (1725)
      3. Ulrike Sophie (1726–1792)

    13. (III) Ludwig Georg (1693–1728), ⚭ Christine von Limpurg-Sontheim (1683–1746)
      1. Friederike Volradine (1711)
      2. Friederike Sofie (1713)
      3. Sofie Charlotte Dorothea Wilhelmine Friederike (1714–1777), ⚭ Karl Philipp Franz zu Hohenlohe-Bartenstein (1702–1763)

    14. (III) Friederike Sophie (1693–1694)
    15. (III) Leopold (1695)

#### Haus Battenberg
1. Alexander von Hessen-Darmstadt (1823–1888) ⚭ Gräfin Julia Hauke (1825–1895), Tochter des polnischen Grafen Hans Moritz Hauke (1775–1830); – Vorfahren siehe Haus Hessen (Linie Hessen-Darmstadt)
  1. Marie von Battenberg (1852–1923) ⚭ 1871 Gustav Ernst zu Erbach-Schönberg (1840–1908)
  2. Ludwig Alexander von Battenberg (1854–1921), seit 1917 Louis Mountbatten, 1. Marquess of Milford Haven ⚭ Viktoria von Hessen-Darmstadt (1863–1950), Tochter von Ludwig IV. (Hessen-Darmstadt) (1837–1892)
    1. Alice von Battenberg (1885–1969) ⚭ Prinz Andreas von Griechenland (1882–1944)
      1. Margarita von Griechenland (1905–1981) ⚭ 1931 Prinz Gottfried zu Hohenlohe-Langenburg (1897–1960)
      2. Theodora von Griechenland sen. (1906–1969) ⚭ 1931 Berthold Markgraf von Baden (1906–1963)
      3. Cecilia von Griechenland (1911–1937), Flugzeugabsturz ⚭ 1931 Georg Donatus von Hessen-Darmstadt (1906–1937), Flugzeugabsturz
      4. Sophie von Griechenland (1914–2001) ⚭ (I) 1930 Prinz Christoph von Hessen (1901–1943), gefallen; ⚭ (II) 1946 Georg Wilhelm von Hannover (1915–2006)
      5. Philip, Duke of Edinburgh (1921–2021) ⚭ 1947 Elisabeth II. (1926–2022), Königin von Großbritannien; → Nachfahren siehe Mountbatten-Windsor

    2. Louise Mountbatten (1889–1965) ⚭ König Gustav VI. Adolf (Schweden) (1882–1973)
    3. George Mountbatten, 2. Marquess of Milford Haven (1892–1938) ⚭ Nadejda Michailowna Romanowa (1896–1963), Tochter von Großfürst Michail Michailowitsch Romanow (1861–1929)
      1. Tatiana Mountbatten (1917–1988)
      2. David Mountbatten, 3. Marquess of Milford Haven (1919–1970) ⚭ Janet Mercedes Bryce
        1. George Mountbatten, 4. Marquess of Milford Haven (* 1961) ⚭ Sarah Georgina Walker (* 1961)
          1. Tatiana Mountbatten (* 1990)
          2. Henry Mountbatten (* 1991)

        2. Ivar Mountbatten (* 1963)

    4. Louis Mountbatten, 1. Earl Mountbatten of Burma (1900–1979) ⚭ Edwina Ashley (1901–1960), Tochter von Wilfrid Ashley, 1. Baron Mount Temple (1867–1939)
      1. Patricia Knatchbull, 2. Countess Mountbatten of Burma (1924–2017) ⚭ John Knatchbull, 7. Baron Brabourne (1924–2005)
      2. Pamela Carmen Louise (* 1929) ⚭ David Nightingale Hicks (1929–1998)

  3. Alexander I. (Bulgarien) (1857–1893), Fürst von Bulgarien ⚭ Johanna Loisinger (1865–1951), Tochter von Johann Loisinger
    1. Assen Ludwig Alexander (1890–1965), Graf von Hartenau ⚭ Bertha Hussa
    2. Zwetana Marie Therese Vera (1893–1935), Gräfin von Hartenau ⚭ Charles Hercule Boissevain

  4. Heinrich Moritz von Battenberg (1858–1896) ⚭ Beatrice von Großbritannien und Irland (1857–1944), Tochter von Albert von Sachsen-Coburg und Gotha (1819–1861)
    1. Alexander Mountbatten, 1. Marquess of Carisbrooke (1886–1960), ⚭ Irene Denison (1890–1956)
      1. Iris Mountbatten (1920–1982)

    2. Victoria Eugénie von Battenberg (1887–1969), gen. Ena ⚭ König Alfons XIII. (1886–1941)
    3. Leopold Mountbatten (1889–1922)
    4. Maurice von Battenberg (1891–1914), gefallen

  5. Franz Joseph von Battenberg (1861–1924) ⚭ Anna von Montenegro (1874–1971), Tochter von König Nikola (Montenegro) (1841–1921)